# Trachyiulus willeyi
Trachyiulus willeyi är en mångfotingart som först beskrevs av Carl 1941.  Trachyiulus willeyi ingår i släktet Trachyiulus och familjen Cambalopsidae. Utöver nominatformen finns också underarten T. w. montanus.